# Populus rogalinensis
Populus rogalinensis är en videväxtart som beskrevs av Wroblewski. Populus rogalinensis ingår i släktet popplar, och familjen videväxter. Inga underarter finns listade i Catalogue of Life.